# Columna Prestes

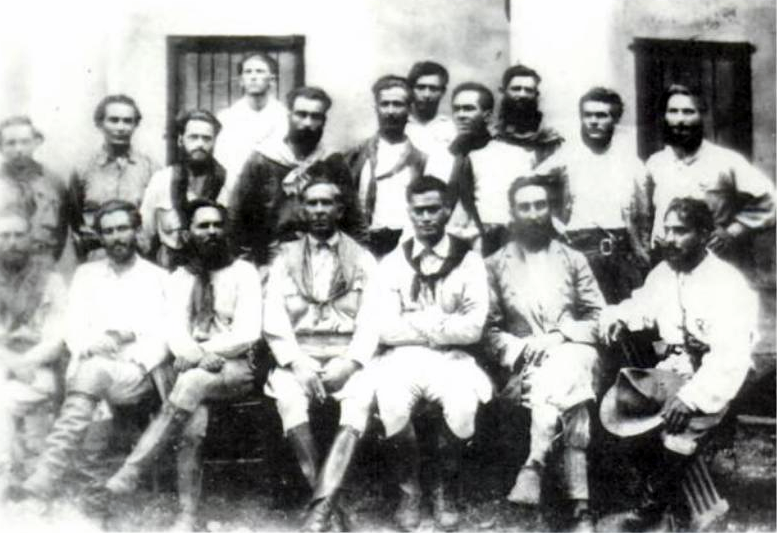
Comando de la Columna. Luís Carlos Prestes es el tercero sentado, de izquierda a derecha

La Columna Miguel Costa-Prestes, más conocida como Columna Prestes, fue un movimiento político militar brasileño que se produjo entre los años 1925 y 1927 con conexión al Tenentismo, corriente que poseía un programa bastante difuso, pero en líneas generales pueden ser nombradas: la insatisfacción con la República Velha, exigencia del voto secreto y defensa de la educación pública.
El movimiento contó con líderes de las más diversas corrientes políticas, pero la mayor parte del movimiento estaba compuesta por capitanes y tenientes de clase media, donde se originó el ideal de "Soldado Cidadão" (Soldado ciudadano). Su máximo exponente, y de ahí el nombre, fue el capitán Luiz Carlos Prestes, que alcanzaría una tremenda popularidad, conocido como "El Caballero de la Esperanza" (Cavaleiro da Esperança), y que posteriormente ingresaría en el Partido Comunista Brasileño y llegaría a ser su Secretario General.

## Origen de la Columna
Tras el fracaso de la Revolución Paulista de julio de 1924, en agosto de ese mismo año los sobrevivientes de dicho levantamiento armado se refugiaron en el oeste de Paraná. Allí se reúnen con el capitán de ejército Luiz Carlos Prestes, quien en Río Grande del Sur había formado un núcleo de tropas para apoyar la sublevación de São Paulo, pero al ser vencida ésta se niega a dejar las armas y huye ante el avance de los soldados gubernamentales. La revuelta no logra sostenerse en Rio Grande do Sul a fines de 1924, y bajo órdenes del general Isidoro Días Lópes (exlíder de la fallida revuelta de São Paulo), los sublevados se dirigen a Foz do Iguazú y hacia Paraná.
La composición de las tropas rebeldes había sido tan variada como la del Tenentismo entre las filas del Ejército, aunque la convicción compartida por todos los sublevados era su rechazo a la oligarquía gobernante en el denominado régimen de café com leite y su exigencia de una democratización inmediata de la vida política de Brasil. Con el paso del tiempo, diversos veteranos de la columna se adherirían al movimiento de Getúlio Vargas en 1930, otros (como Prestes) se integrarían en el movimiento comunista brasilero, o en movimientos socialistas de diversa índole, y otros más mostrarían simpatías con el fascismo (o el integralismo brasilero) y luego lucharían contra la dictadura de Vargas.

## La marcha
La Columna contaba inicialmente con unos 1,500 soldados participantes de la Revolución Paulista (dirigidos por Miguel Costa), más los gaúchos que se adhirieron a Prestes. Al verse en inferioridad numérica, Prestes se niega a obedecer las órdenes de Isidoro Días Lópes (quien proyectaba cancelar la sublevación) y dirige a sus seguidores hacia el norte en abril de 1925, cruzaron luego Santa Catarina, atravesaron un sector de territorio de Paraguay, y entraron luego a Mato Grosso do Sul, atravesando toda esa extensa región junto con Goiás con rumbo al noreste, hasta que en noviembre de 1925 penetraron en el Estado de Maranhão, y luego en Piauí amenazando directamente la ciudad de Teresina.
La Columna sufrió graves bajas combatiendo frente a Teresina, y tomó rumbo a Ceará en el mes de diciembre. En enero de 1926 la columna atravesó Ceará, llegó a Rio Grande do Norte, y en febrero tomó la villa de Piancó en Paraíba tras fuertes combates. En marzo la Columna decidió marchar al sur, cruzando Pernambuco y Bahía, y sosteniendo violenta lucha contra las fuerzas gubernamentales enviadas contra los rebeldes. Cabe advertir que parte del éxito de la Columna se debió a que en ninguna ocasión debió enfrentarse a grandes contingentes de tropas gubernamentales ni librar batallas a gran escala, siendo que los rebeldes conseguían mantenerse gracias a sus rápidos movimientos y a las acciones de guerrilla contra pequeños destacamentos militares, evitando en lo posible el combate en grave inferioridad numérica.
A lo largo de la marcha, la Columna Prestes trató de motivar un gran levantamiento armado contra la República Velha, contando para ello con el apoyo de la gran masa de campesinos pobres que vivían en el interior de Brasil. Si bien a lo largo del recorrido la Columna debió enfrentarse a soldados del gobierno y a las tropas privadas de los grandes terratenientes, no por ello descuidaban la labor de propaganda y la difusión del espíritu revolucionario contra el régimen.
Tras chocar con dura oposición de las tropas federales, la Columna abandonó Bahía dirigiéndose al norte de Minas Gerais. Hasta esa fecha los sublevados no habían conseguido forjar una revuelta masiva contra la República Velha, pues pese al visible apoyo y solidaridad de muchos campesinos, éstos veían con escepticismo las posibilidades finales de triunfo de una tropa errante y poco numerosa en comparación a los soldados federales. Otros campesinos se enfrentaron a la Columna pues ésta usaba la violencia para conseguir las provisiones que necesitaba si la población local no se la entregaba voluntariamente, lo cual condujo a robos de ganado y cosechas por tropas de la Columna, con la consiguiente hostilidad de los campesinos afectados. 
Por esos mismos motivos la Columna no había logrado una adhesión significativa de nuevos soldados que suplieran por completo las bajas sufridas, además de haber gastado gran parte de sus municiones y equipamiento a lo largo de la campaña. Para despistar a sus numerosos perseguidores, la Columna retomó parte de su camino previo, cruzando nuevamente Bahía, Piauí, y Goiás por nuevas rutas, y alcanzando Mato Grosso en octubre de 1926.
Esto no terminó con las luchas de la Columna. Siempre perseguidos por soldados federales, tropas de hacendados y policías estaduales, cruzaron con gran dificultad los pantanales de Mato Grosso y finalmente en febrero y marzo de 1927 los destacamentos diversos atravesaron la frontera brasilera hacia el exilio, al carecer de fuerzas para reiniciar seriamente la lucha. Un destacamento al mando del jefe tenentista Siqueira Campos se refugió en Paraguay, mientras los restantes hombres dirigidos por Prestes se exiliaron en Bolivia.

## Consecuencias
La Columna Prestes nunca fue derrotada decisivamente por las tropas federales pero tampoco alcanzó triunfos militares de relevancia duradera, no pudo establecer un núcleo de resistencia local, menos aún logró despertar la proyectada sublevación masiva en el interior de Brasil para derrocar a la República Velha. No obstante, la propia existencia de la Columna por un periodo tan prolongado sirvió como inspiración permanente para los opositores del régimen, y como tenaz recordatorio de la oposición existente a las oligarquías del café com leite que dominaban la política brasilera. 
La propia duración y extensión de la marcha ayudó a sostener el carácter legendario de ésta con posterioridad a la Revolución de 1930: los sublevados recorrieron cerca de 25,000 kilómetros en el plazo de casi dos años, combatiendo y difundiendo el ideario del Tenentismo, atravesaron trece Estados de Brasil sin ser destruidos completamente, eludiendo exitosamente la persecución de tropas mucho más armadas y numerosas, y dependiendo casi exclusivamente del apoyo de la población civil. La Revolución de 1930 generaría la rehabilitación política de los participantes en la Columna Prestes, siendo que varios veteranos de ésta participarían en apoyo del nuevo régimen de Getúlio Vargas.